# Alomasoma paradolum
Alomasoma paradolum är en djurart som tillhör fylumet skedmaskar, och som först beskrevs av Fisher, W.K. 1946.  Alomasoma paradolum ingår i släktet Alomasoma och familjen Bonelliidae. Inga underarter finns listade i Catalogue of Life.